# Joe's Violin
Joe's Violin é um filme-documentário em curta-metragem estadunidense de 2016 dirigido e escrito por Kahane Corn Cooperman e Raphaela Neihausen. A obra segue momentos da vida de um sobrevivente polonês do Holocausto que possui 70 anos e doa seu violino a uma garota de 12 anos. O filme estreou no Festival de Cinema de Tribeca em 14 de abril de 2016.